# Classe L'Ajaccienne
 (mai 2022).
Si vous disposez d'ouvrages ou d'articles de référence ou si vous connaissez des sites web de qualité traitant du thème abordé ici, merci de compléter l'article en donnant les références utiles à sa vérifiabilité et en les liant à la section « Notes et références ».
La classe L'Ajaccienne est le nom donné à une classe de patrouilleurs français. Ce sont d'anciens chalutiers britanniques construits dans les années 1934-35. Ils furent réquisitionnés par la Royal Navy, au début de la Seconde Guerre mondiale, et grées en chalutiers armés britanniques (type No specific class)   pour servir de dragueur de mines.

## Histoire

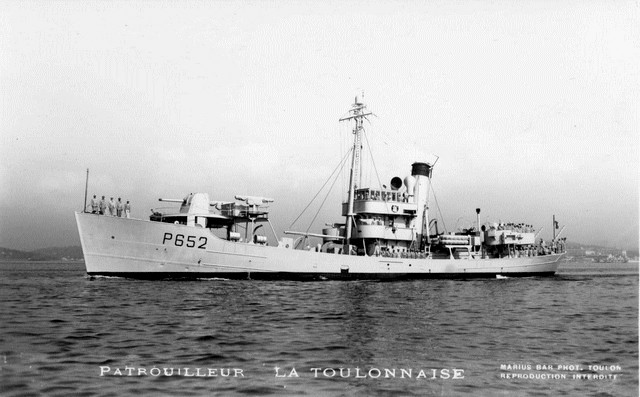
La Toulonnaise.

En novembre 1939, la marine française rachète quatre de ces chalutiers armés qu'elle baptise Toulonnaise, Sètoise, Ajacienne et Bônoise. Ils sont affectés au sein de la 14e escadrille de patrouilleurs auxiliaires basée à Brest. Les quatre bâtiments escortent plusieurs convois. L'Ajaccienne contribue à l'évacuation des troupes lors de la Bataille de Dunkerque.
En juillet 1940, ils rejoignent l'Afrique du Nord. Ils sont présents lors de la Bataille de Mers el-Kébir. Restés fidèles au Gouvernement de Vichy ils naviguent en Méditerranée. 
Le 9 novembre 1942 les bâtiments sont sabordés dans le port d'Oran lors du débarquement allié en Afrique du Nord (Opération Torch).
Au début de l'année 1943 ils sont renfloués et trois  rejoignent les Forces françaises combattantes.
En 1944 La Toulonnaise, La Sétoise escortent des convois vers Saint-Pierre et Miquelon. L'Ajaccienne est basée à Beyrouth et opère au Levant.
Fin 1944 La Sétoise escorte des sous-marins entre l'Afrique du Nord et la métropole.
En juillet 1945 L'Ajaccienne contribue à l'évacuation de Lattaquié.
À la fin du conflit La Toulonnaise et La Sétoise  sont affectées au port de Toulon. Condamnées en 1960 elles sont vendues à la démolition
L'Ajaccienne est mise en réserve à Diégo-Suarez en 1950. Condamnée à Toulon en 1956, elle est vendue à la démolition.

## Les unités
| Nom             | Lancement         | Transfert          | Royal Navy                   | transfert        | Marine française                             | Fin de carrière |
| --------------- | ----------------- | ------------------ | ---------------------------- | ---------------- | -------------------------------------------- | --------------- |
| Hampshire       | 14 août 1934      | août 1939          | HMS Hampsire (FY.173)        | 28 novembre 1939 | - P-138 La Toulonnaise - P652 La Toulonnaise | détruit en 1960 |
| Oriental Star   | 24 septembre 1934 | 1er septembre 1939 | HMS Oriental Star (FY.178)   | 28 novembre 1939 | - P-139 La Sétoise - P651 LA Sétoise         | détruit en 1960 |
| Mildenhall      | 26 juin 1936      | septembre 1939     | HMS Mildenhall (FY.128)      | 28 novembre 1939 | - P-136 L'Ajaccienne - P651 L'Ajacienne      | détruit en 1956 |
| Canadian Prince | 13 février 1937   | septembre 1939     | HMS Canadian Prince (FY.166) | 28 novembre 1939 | - P-137 La Bônoise                           | détruit en ?    |